# 사비 모래 사냥감 보호구역
사비 모래 사냥감 보호구역(Sabi Sand Game Reserve) 또는 사비 샌드 사냥감 보호구역은 남아프리카 음푸말랑가(Mpumalanga)의 로우벨트(Lowveld)에 있는 크루거 국립공원에 인접해 있다. 공식적으로 사비 산드 윌드투인(Sabi Sand Wildtuin)으로 명명된 사비 모래 사냥감 보호구역은 여러개의 개인 사냥감 보호구역(private game reserve) 집단으로 구성된다.
공원의 이름은 남쪽 경계의 사비 강(Sabie River)과 그곳을 흐르는 모래 강(Sand River, 샌드 강)에서 유래되었다.

## 같이 보기
- 마포호 사자 연합
- 사냥감 보호구역(game reserve)
- 말라 말라 사냥감 보호구역(Mala Mala Game Reserve)